# Măsurarea cercului

Măsurarea cercului (în greacă Κύκλου μέτρησις, Kuklou metrēsis) este un tratat al lui Arhimede care conține trei propoziți. Acest tratat este doar o parte dintr-un tratat mai cuprinzător.

## Propoziții

### Propoziția întâi
Propoziția întâi stabilește că:

Cercul şi triunghiul au arii egale.

Aria unui cerc este egală cu aria unui triunghi dreptunghic care are lungimea unei laturi adiacente unghiului drept egală cu raza cercului, iar cealaltă latură egală cu circumferința cercului.
Orice cerc care are circumferința c și raza r are aria egală cu aria unui triunghi dreptunghic ale cărui catete sunt egale cu c și r. Această propoziție este demonstrată prin metoda epuizării.

### Propoziția a doua
Propoziția a doua stabilește că:
Aria unui cerc este egală cu pătratul diametrului său multiplicată cu 11 pe 14.
Această propoziție nu putea fi scrisă de Arhimede, deoarece aproximația depinde de Propoziția a treia.

### Propoziția a treia
Propoziția a treia stabilește că:

Examplu de modul cum a calculat Arhimede numărul pi, folosind poligonul regulat cu 96 de laturi.

Raportul dintre circumferința oricărui cerc la diametrul său este mai mare decât {\displaystyle 3{\tfrac {10}{71}}} și mai mic decât{\displaystyle 3{\tfrac {1}{7}}}.
Această aproximație este ceea ce noi numim constanta matematică π. Arhimede a găsit limitele numărului π prin înscrierea și circumscrierea unui cerc cu două poligoane regulate similare având 96 de laturi.

#### Aproximarea rădăcinii pătrate
Această propoziție dă o aproximare corectă a rădăcinii pătrate din 3 prin două limite, una superioară și una inferioară, deși Arhimede nu a dat nici o explicație despre modul cum a găsit aceste numere.
El a dat limita inferioară și cea superioară a lui √3 sub forma: {\displaystyle {\tfrac {1351}{780}}>{\sqrt {3}}>{\tfrac {265}{153}}\,.}
Totuși, aceste limite sunt familiare din studiul ecuației lui Pell, iar convergența unei fracții continue asociate conduce la multe speculații în ceea ce privește accesibilitatea lui Arhimede la această teorie a numerelor. Discuții despre această aproximație merg cel puțin până la Thomas Fantet de Lagny, (Chronology of computation of π din 1723), dar a fost tratată mai explicit de Hieronymus Georg Zeuthen. În jurul anului 1880, Friedrich Otto Hultsch (1833--1906) și Karl Heinrich Hunrath (n. 1847) au notat cum pot fi găsite repede limitele prin intermediul limitelor binomiale simple ale rădăcinilor pătrate apropiate de un pătrat perfect dat în Elements II.4, 7; metodă sprijinită și de Heath. Deși o singură cale spre limite este menționată, de fapt există alte două făcând metoda aproape inevitabilă, metoda funcționează. Dar limitele mai pot fi produse de construcții geometrice iterative sugerate de Arhimede în jocul logic Stomachion prin stabilirea decagonului regulat. În acest caz problema este de a da o aproximare rațională tangentei lui π/12.